# Tendinopathie
 Mise en garde médicale
La tendinopathie, appelée couramment mais à tort tendinite, est une famille d'affections douloureuses du tendon correspondant à une histopathologie spécifique qui met en jeu un mécanisme de dégénérescence tissulaire. 
Dans le langage courant, le terme de tendinite est abusivement employé pour désigner toute tendinopathie (ou tendon douloureux). En effet, le suffixe « -ite » désignant la présence d'un phénomène inflammatoire, n'est pas adapté, la biopsie de tissu tendineux ayant montré une absence de cellules (macrophages, lymphocytes ou neutrophiles) et de molécules inflammatoires sur place.
Les tendinopathies regroupent en réalité : les tendinoses (état de dégénérescence chronique non inflammatoire) et les paraténonites ou ténosynovites (avec atteinte inflammatoire de la gaine synoviale provoquant un gonflement de celle-ci et donc une compression du tendon favorisant sa détérioration en mouvement, hypervascularisation de la gaine du tendon et exsudat fibreux). En pratique clinique, il n'est pas possible de distinguer ces trois histopathologies différentes et le terme de « tendinopathie » est donc proposé pour désigner ces trois affections du tendon douloureux. Une échographie ou une IRM seront nécessaires à l’établissement d'un diagnostic plus certain. Les tendinopathies peuvent être incluses dans les troubles musculosquelettiques.

## Localisation
Les tendinopathies touchent principalement les tendons au niveau :
- du poignet, pouvant aboutir à un syndrome du canal carpien ;
- du coude, provoquant une épicondylite (plus communément appelée « tennis elbow ») ou une épitrochléite (tendinose du golfeur) ;
- de la coiffe des rotateurs (épaule), à l'origine de la tendinopathie de la coiffe des rotateurs ;
- du triceps sural ou tendon calcanéen (tendinite achiléenne) ;
- du tenseur du fascia lata, provoquant le syndrome de la bandelette ilio-tibiale ou « syndrome  de l'essuie glace » au genou ;

Mais aussi :
- de la patte d'oie, lié à une rotation, tendinite généralement constatée chez les cyclistes ;
- du quadriceps ou tendon rotulien ;
- talalgie, inflammation d'un talon fragilisé, chez le coureur, le footballeur et le basketteur, ou de manière générale tous les sportifs pratiquant des exercices de saut. Par ailleurs en cas de dopage, la prise simultanée de fluoroquinolone et d'un corticoïde peut entrainer dans des cas rares une rupture du tendon d'Achille[3].

## Causes
- Efforts intenses et/ou répétés : travail à la chaîne, ou chez le sportif et le musicien.
- Dysfonctions ostéopathiques entrainant une modification de l'axe de travail du tendon: cause fréquente des tendinopathies unilatérales.
- Tabagisme[4], car il entraîne une obstruction des vaisseaux amenant le sang aux tendons.
- Maladies métaboliques[4], comme le diabète, les hypercholestérolémies ou les dyslipidémies, qui entraînent aussi une obstruction des vaisseaux.
- Médicaments (fluoroquinolones).
- Certaines parasitoses ou maladies infectieuses (exemple : dans la maladie de Lyme due à certaines borrelies pouvant être transmises par des piqûres de tiques, au 2e ou 3e stade, certains malades développent des tendinopathies, synovites ou bursites récidivantes).

## Physiopathologie
Dans le cas de la tendinose, les contraintes répétées sur la structure tendineuse accompagnées d'un temps de repos insuffisant à la récupération entrainent une dégénérescence du collagène tendineux : les fibres se trouvent désorganisées à l'échographie et répondent moins efficacement aux contraintes mécaniques, un déséquilibre entre collagène de type III (collagène immature) et collagène de type I (collagène mature dominant dans le tendon sain).
Cette désorganisation collagénique pourrait venir d'un déséquilibre biochimique entre certaines metalloproteases (molécules dégradant la matrice extra-cellulaire) et leurs inhibiteurs au sein de la structure tendineuse. Engagées normalement dans les processus de remodelage tissulaire après lésion, ces molécules, présentes en quantité déséquilibrées induisent une dégradation progressive du tendon en cas de contraintes trop élevées.
La quantité de substance fondamentale entre les cellules tendineuses augmente, conduisant à un épaississement du tendon et une difficulté pour celui-ci à coulisser entre les tissus périphériques.
Une hyper-excitabilité du système nerveux périphérique à proximité entrainerait l'apparition de douleurs et une augmentation du risque de contractures musculaires dans la région douloureuse.
On peut noter l'apparition dans certains cas de « proto-vaisseaux » sanguins (vaisseaux néoformés mais inefficaces de par leur structure et leur positionnement par rapport aux fibres de collagène) ne participant aucunement à l'apparition d'un phénomène de cicatrisation ou d'inflammation mais participant à l'augmentation pathologique de l’épaisseur du tendon.

## Diagnostic
Signes cliniques :
- douleur à la palpation du tendon ;
- douleur à la mise en tension du muscle du tendon ;
- sensation d'accrochage douloureux lors des mouvements mettant en jeu le tendon ;
- nodosités du tendon (ténosynovites chroniques entraînant des fibroses).

Le diagnostic sera confirmé par une IRM ou une échographie.

## Traitement
Dans tous les cas, la guérison complète d'une tendinopathie peut être longue (6 mois) et nécessite, dans le cas d'une tendinopathie causée par des mouvements répétés, la cessation du mouvement incriminé.

### Physiothérapie
- Le repos du tendon reste discuté, de nombreuses études depuis 2000 conseillant un repos relatif, en faisant travailler le tendon de manière progressivement croissante, après une courte période d'immobilisation initiale par contention avec attelle[réf. souhaitée].
- kinésithérapie[réf. souhaitée] : Le traitement le plus couramment utilisé consiste en une stimulation du tendon via différents outils tels que : ondes de choc radiales[réf. nécessaire] dérivé de la lithotripsie extracorporelle, les ultrasons, les étirements, le renforcement excentrique, le massage transversal profond. Toutes ces techniques agissent globalement de la même manière : elles proposent une stimulation du tendon dans le sens des fibres de celui-ci et favorisent la création de collagène de type I de la part des tenocytes, diminuent la quantité pathologique de substance fondamentale au sein du tendon, favorisent l'activité fibroblastique et rétablissent une balance saine entre metalloprotéases et inhibiteurs de celles-ci.
- Cryothérapie : L'usage de la cryothérapie a montré une certaine utilité dans le cadre de la diminution de la douleur du patient. Aucune inflammation n'ayant lieu sur place, son effet vasoconstricteur ne pourrait réduire que l'apparition des proto-vaisseaux sanguins cités plus haut[8].

### Médicaments
- Antalgiques[réf. souhaitée].
- Infiltrations NON cortisoniques : Les infiltrations d'anti-inflammatoires stéroïdiens ou non en cas de tendinose ont tendance à limiter la qualité de la cicatrisation du tendon et augmenter le risque de récidive voire de rupture du tendon. Les infiltrations de PRP (platelet rich-plasma), plasma sanguin enrichi en leucocytes et plaquettes, obtenu après centrifugation d'un prélèvement sanguin du patient, permettent de soulager les douleurs à court et moyen termes dans la prise en charge de tendinoses[9].

Les anti-inflammatoires non stéroïdiens ne pourront se montrer intéressants que dans le cas d'un tenosynovite, avec donc inflammation de la gaine synoviale du dit tendon (attestée par échographie ou IRM)[réf. nécessaire].

### Traitements alternatifs
Différents traitements alternatifs ont pu être proposés sans toutefois montrer d'effet curatif (en dehors de quelques cas isolés). On peut citer entre autres :
- phytothérapie (harpagophytum procumbens[10], argile verte en cataplasme[11],[12]) ;
- magnétothérapie[13] ;
- automassages[14].

## Terminologie
Le terme tendinite est très commun, mais trompeur. Par définition, le suffixe "-itis" signifie « inflammation de ». L'inflammation est la réponse locale du corps aux lésions tissulaires qui implique des globules rouges, des globules blancs, des protéines sanguines avec dilatation des vaisseaux sanguins autour du site de la lésion. Les tendons sont relativement avasculaires. Les corticostéroïdes sont des médicaments qui réduisent l'inflammation. Les corticostéroïdes peuvent être utiles pour soulager la douleur chronique liée aux tendinopathies, améliorer la fonction et réduire l'inflammation à court terme. Cependant, le risque de récidive à long terme est plus grand. Ils sont généralement injectés avec une petite quantité de lidocaïne, un médicament anesthésiant. La recherche montre que les injections de corticostéroïdes affaiblissent les tendons. La tendinite reste un diagnostic très courant, mais les études montrent de plus en plus que ce que l’on pensait être une tendinite s'avère souvent être une tendinose.
Anatomiquement, on distingue :
- l'enthésite, une inflammation des enthèses, les sites où les tendons ou les ligaments s'insèrent dans l'os[18],[19], associé à des arthropathies HLA B27 telles que la spondylarthrite ankylosante, le rhumatisme psoriasique et l'arthrite réactive[20],[21] ;
- l'apophysite, inflammation de l'ancrage osseux, généralement associée à des sollicitations excessives chez l'enfant en croissance[22],[23],[24].